# Podmokly (ort i Tjeckien, lat 49,23, long 13,58)
Podmokly är en ort i Tjeckien.   Den ligger i regionen Plzeň, i den sydvästra delen av landet, 110 km sydväst om huvudstaden Prag. Podmokly ligger 505 meter över havet och antalet invånare är 172.
Terrängen runt Podmokly är kuperad söderut, men norrut är den platt. Runt Podmokly är det ganska glesbefolkat, med 28 invånare per kvadratkilometer. Närmaste större samhälle är Sušice, 4,2 km väster om Podmokly. I omgivningarna runt Podmokly växer i huvudsak blandskog.